# Sulfato de potasio
El Sulfato de potasio es la sal potásica del ácido sulfúrico. Su fórmula mineral se denomina arcanita. Se suele emplear como fertilizante inorgánico de origen mineral (placerita). En la industria alimentaria suele emplearse con el código: E 515.

## Historia
Fue descubierto en el siglo XIV y posteriormente descrito por los químicos Johann Rudolf Glauber y Robert Boyle y se denominaba arcanuni o sal duplicatum. Fue conocido también vitriolic tartar y Glaser's salt o sal polychrestum Glaseri denominado de esta forma también por el farmacéutico Christopher Glaser que lo preparó como fármaco.

## Propiedades
Se trata de un sólido cristalino soluble en agua. Estable en condiciones normales de almacenamiento.

## Síntesis
La producción industrial se obtiene atacando el cloruro de potasio con ácido sulfúrico concentrado a elevadas temperaturas (500-600 °C) en un horno, la reacción produce el sulfato de potasio y libera ácido clorhídrico que deberá ser recuperado ya que es sumamente tóxico y afecta sensiblemente el medio ambiente.
La reacción de síntesis es la siguiente:
H2SO4 + 2KCl   ---->    K2SO4 + 2HCl.